# Ibéromaurusien

Extension géographique de la culture ibéromaurusienne

L’Ibéromaurusien est une culture archéologique préhistorique qui s'est développée sur l'actuel Maghreb, occupant une bande littorale allant du nord de la Tunisie au sud du Maroc. Cette culture du Paléolithique supérieur s'étend d'environ 25 000 à 10 000 ans avant le présent (AP). Les abris sous roche de la Mouillah, près de Maghnia (Algérie), en sont le site type.

## Origine
L’Ibéromaurusien, issu des termes Ibérie et Maurétanie, a été nommé ainsi vers 1909 par Paul Pallary, qui avait cru trouver en cette industrie des ressemblances avec l’outillage microlithique que Louis Siret découvrait au même moment dans le sud de l’Espagne. La source de cette culture, qui émerge il y a environ 25 000 ans et d'une durée de près de quinze millénaires, est débattue par les spécialistes, cependant, cette théorie sur la relation avec le sud de l'Espagne est maintenant généralement écartée,. 
L'Ibéromaurusien a été précédé en Afrique du Nord par les industries atériennes, dont l'auteur était Homo sapiens, présent en Afrique du Nord depuis au moins 300 000 ans.
Cependant, aucun lien ferme n'a pu être démontré entre cette culture lithique et les précédentes situées en Afrique du Nord. Son origine est l'objet de discussion et tend à soutenir l'hypothèse d'un lien avec le sud de l'Europe et la péninsule Italienne. L'analysé paléogénétique d'individus ibéromaurusien identifie quant à elle un lien avec des populations du Levant.

## Description
Les gisements ibéromaurusiens ont livré une industrie lithique microlithique à nombreuses lamelles. Celles-ci sont fréquemment transformées en lamelles à dos ou en segments, au moyen de la technique du microburin. Il existe une importante variabilité temporelle.
La chasse, la pêche et la cueillette fournissaient la totalité des ressources alimentaires; la principale espèce chassée était le mouflon à manchettes (Ammotragus lervia), associée à des bovidés, des cervidés et des suidés. Le recours à la pêche et à la collecte de coquillages et d'escargots gagne en importance à partir de 15 000 ans AP. Ces différents éléments suggèrent le développement d'une certaine forme de sédentarité vers la fin de cette culture.
Des figurines animales en terre cuite très anciennes (20 200 ans AP), des parures en coquille d'œuf d'autruche et de nombreuses traces d'ocre témoignent de préoccupations artistiques. De nombreuses sépultures primaires sont connues, parfois dans des tombeaux construits.
L'évolution technologique qui s'observe à partir de 12.000 ans AP provoque l'émergence de plusieurs autres cultures et la fin de la culture ibéromaurusienne.

## Principaux sites
L’ensemble industriel ibéromaurusien a recouvert une grande partie de l’Afrique du Nord ; il a occupé, depuis le nord de la Tunisie jusqu’au Maroc occidental, la zone phyto-climatique que les géographes appellent le Tell : région au relief contrasté occupée par de moyennes montagnes (Atlas tellien), coupée de vallées étroites et de plaines développées en chapelet, zone de climat méditerranéen qui, à l’époque, connaissait des précipitations nettement plus abondantes qu’aujourd’hui.

### Tafoghalt (Maroc)
Le gisement ibéromaurusien de la grotte des Pigeons ou Ifri n Tafoughalt en amazigh, à Tafoughalt (ou Taforalt), est situé dans le massif montagneux de Béni-Snassen, à 1 km du village de Taforalt, dans le nord-est du Maroc, dans la province de Berkane, dans la région d’Oujda, Oriental (Maroc). Il s'agit d'une grotte de trente mètres d'ouverture et de vingt-huit mètres de profondeur d'avant en arrière. La grotte des Pigeons a été fouillée de 1951 à 1955 par l'abbé Jean Roche. L'étude stratigraphique de la grotte a mis en évidence dix niveaux ibéromaurusiens surmontant un niveau atérien.
L'étude paléoanthropologique du site réalisée par Denise Ferembach en 1962 a inventorié les restes fossiles de 86 adultes et de 98 enfants, en bon état de conservation, répartis dans les 40 sépultures de la grotte. Les sépultures, datées d'au moins 12 000 ans, ont été découvertes dans les dix niveaux ibéromaurusiens. Les hommes de Taforalt étaient de type Mechta-Afalou.
Une étude de 2013 a montré que le site avait été occupé par des groupes atériens jusqu'à 24 500 ans AP (date radiocarbone calibrée), période suivie d'un hiatus archéologique, après lequel une industrie ibéromaurusienne apparait il y a 21 160 ans AP. Cette dernière se poursuit jusqu'à 10 800 ans AP.

### Afalou Bou Rhummel (Algérie)
Fouillé à l'origine par Camille Arambourg en 1928, le site d'Afalou Bou Rhummel, près de Béjaïa, en Algérie, avait livré à l'époque les premières sépultures anciennes connues en Afrique du Nord-Ouest. Il a été occupé entre 10 000 ans AP et 8 000 ans AP. Le faciès de l'Homme de Mechta-Afalou a été reconstitué en statue de cire par Élisabeth Daynès.

### Columnata (Algérie)
Le gisement préhistorique de Columnata est situé sur le territoire de la commune de Sidi Hosni, à 1 500 mètres environ du village du même nom dans la wilaya de Tiaret. Sur un total de 116 sujets dans la nécropole, 48 adultes et 68 enfants et adolescents ont été dénombrés.

### Kef Oum Touiza et Demnet Elhassan (Algérie)
Ces Ibéromaurusiens sont situés dans la région montagneuse de la commune de Seraïdi, dans la wilaya d'Annaba, et vont être classés dans la liste des sites préhistoriques algériens.

### Akarit (Tunisie)
À partir du fond du golfe de Gabès et plus exactement à partir de l’oued Akarit, on retrouve en Tunisie des industries à lamelles attribuées à l’Ibéromaurusien par certains (Menchia, fouille A. Gragueb) et rattachées à un autre “cycle” par d’autres (Gobert 1962).

### Ouchtata (Tunisie)
Des gisements appartenant à l'industrie ibéromaurusienne ont été trouvés à Ouchtata, lieu qui a donné son nom aux lamelles d'Ouchtata. Gobert et Vaufrey dénombrent 8 microburins, burins tardenoisiens du type de « la mèche » de Vignard, à Ouchtata et 2 à Aïn-Roumane. Les lamelles à retouches semi-abruptes ont été dénommées « Ouchtata » par J. Tixier. Les habitats de l'Homme ibéromaurusien retrouvés à Ouchtata sont souvent des habitats de plein air établis sur des sols sablonneux, de préférence sur des dunes fixées,. C'est grâce à l'étude du gisement tunisien d'Ouchtata que furent définis et précisés les caractères de la culture ibéromaurusienne.

## Type humain associé

### Morphologie
L'industrie lithique ibéromaurusienne est l'œuvre d'un type d'homme moderne, l'Homme de Mechta-Afalou. Plusieurs origines ont été proposées pour expliquer son apparition en Afrique du Nord, notamment une origine européenne via l'Espagne ou une origine proche-orientale. Selon cette dernière théorie, défendue par plusieurs auteurs, l'Homme de Mechta-Afalou pourrait provenir d'un foyer commun proche-oriental d'où se seraient développées deux branches : l'une vers la corne de l'Afrique, d'ou la présence du marqueur commun E1B1B, et l'autre vers le Maghreb, donnant l'Homme de Mechta-Afalou.
Contrairement à leurs prédécesseurs atériens, les restes fossiles de l’Homme de Mechta-Afalou sont très nombreux et s’élèvent à près de 500 spécimens. Ils constituent l'une des collections de fossiles humains les plus volumineuses au monde.

### Génétique
Les différentes études génétiques menées depuis 2005 ont produit des résultats partiellement contradictoires, peut-être dus en partie à la divergence potentielle entre ADN mitochondrial et ADN nucléaire, et à la mise en avant d'horizons temporels différents au sein des génomes étudiés.

#### Origine locale et eurasienne
Une étude génétique de Rym Kefi en 2005, ayant analysé le génome mitochondrial (lignée maternelle) extrait d'une trentaine de squelettes de Tafoghalt (datés de 12 000 ans AP), proposait d'écarter une origine subsaharienne des Ibéromaurusiens et de conclure sur une origine locale de cette population.
Une nouvelle étude du même auteur en décembre 2016, portant sur l'ADN mitochondrial de 38 squelettes trouvés sur les sites de Tafoghalt au Maroc et d'Afalou en Algérie, a confirmé l'absence de traces subsahariennes chez les Ibéromaurusiens, mais a relevé en sus de l'ascendance locale une part d'ascendance eurasienne.

#### Origine levantine et africaine
En mars 2018, une étude génétique réalisée en collaboration par des chercheurs de l’Université Mohammed Ier (Oujda), de l’Université d'Oxford, du Musée d'histoire naturelle de Londres et de l’Institut Max-Planck d'anthropologie évolutionniste à Leipzig (Allemagne), a analysé l'ADN nucléaire extrait de plusieurs squelettes de Tafoghalt datés d'environ 15 000 ans AP.
Les résultats suivants ont été obtenus concernant les haplogroupes des lignées maternelles (ADN mt) et paternelles (Y-ADN) :
| Exemplaire | ADN mt | Y-ADN      |
| ---------- | ------ | ---------- |
| TAF009     | U6a6b  | E1b1b1a1b1 |
| TAF010     | U6a7b  | E1b1b1a1   |
| TAF011     | U6a7   | E1b1b1a1   |
| TAF012     | U6a7   | N/A        |
| TAF013     | U6a7b  | E1b1b1a1   |
| TAF014     | M1b    | E1b1b1a1   |
| TAF015     | U6a1b  | E1b1b      |

L'haplogroupe maternel U6, peu fréquent aujourd'hui, se retrouve surtout en Afrique du Nord (notamment 28 % chez les Mozabites, 9 % au Maroc, 5-6 % en Algérie et en Tunisie) et aux Îles Canaries (16 %), alors que l'haplogroupe paternel E1b1b1a (E-M78) se retrouve principalement en Afrique du Nord et de l'Est. Il faut noter que les Maghrébins modernes appartiennent toutefois très majoritairement à l'haplogroupe E-M183 (environ 60 % en moyenne) et plus rarement à E-M78 (0-10 %).
Les scientifiques ont également analysé l'ADN autosomal (tout le génome et pas seulement les lignées paternelle ou maternelle) et trouvé que la composante génétique la plus importante (63,5 %) était similaire à celle des Natoufiens du Levant, avec une composante africaine (36,5 %) proche du génome des Africains de l'est et de l'ouest actuels. Cette contribution subsaharienne est plus importante que chez les Africains du Nord actuels. Les Ibéromaurusiens et les Natoufiens auraient hérité leur ADN commun d'une population qui aurait vécu en Afrique du Nord ou au Proche-Orient il y a plus de 24 000 ans.
Selon les auteurs, une connexion génétique entre l'Afrique du Nord et le Proche-Orient existait dès le Paléolithique supérieur. L'Afrique du Nord et le Proche-Orient auraient formé alors une région continue sans barrière génétique. Les auteurs ont aussi confirmé le rejet de l'ancienne hypothèse d'un flux de gènes de l'Espagne vers l'Afrique du Nord au cours du Gravettien.

#### Origine locale et eurasienne de l'ouest
En septembre 2018, une étude génétique réalisée autour de deux nouveaux fossiles humains du Caucase (datés de 26 000 ans AP), comparés à de nombreux spécimens déjà connus trouvés en Eurasie et en Afrique, a montré que les Ibéromaurusiens de Taforalt avaient une ascendance eurasienne de l'ouest ancienne (pour 55 %) et « nord-africaine ancienne » (pour 45 %) mais pas d'ascendance sub-saharienne. Cette ascendance « nord-africaine ancienne » est présente également chez les Africains de l'ouest d'aujourd'hui (13 %). D'autre part, selon cette même étude, ce sont les Natoufiens du Levant qui auraient reçu un flux de gènes d'Afrique du Nord au Paléolithique et pas l'inverse, ce qui pourrait également expliquer la présence de l'Haplogroupe E du chromosome Y au Levant.

#### Néolithique
Selon une étude de juin 2018, entre 20 et 50 %  du patrimoine génétique des Maghrébins modernes serait issu des Ibéromaurusiens. Des fermiers de la culture de la céramique cardiale de la péninsule Ibérique, issus de l'Anatolie, seraient venus répandre le Néolithique en Afrique du Nord et contribuer au trois-quarts de l'ascendance restant.